# Repten
Repten, niedersorbisch Herpna, ist ein Ortsteil der Stadt Vetschau/Spreewald im Nordosten des südbrandenburgischen Landkreises Oberspreewald-Lausitz. Repten liegt im amtlichen Siedlungsgebiet der Sorben/Wenden.

## Lage
Repten liegt in der Niederlausitz südlich des Spreewalds, im Niederungsbereich des Vetschauer Mühlenfließes. Nördlich von Repten befinden sich die Brandtemühle und Vetschau. Im Nordosten liegt Lobendorf, ein Stadtteil von Vetschau, im Südosten der Ortsteil Laasow mit seinen Gemeindeteilen Briesen, Tornitz und Wüstenhain. Im Süden folgt der Ortsteil Missen mit dem Gemeindeteil Jehschen. Im Westen und Südwesten grenzt Repten an die Calauer Ortsteil Bolschwitz und Saßleben. Der Vetschauer Ortsteil Koßwig befindet sich nordwestlich von Repten.
Bei Repten befindet sich das Naturschutzgebiet Reptener Teiche.

## Geschichte

### Ortsgeschichte
Repten wurde erstmals im Jahr 1377 als Reppen erwähnt. Der Name entwickelte sich über Reppin (1484) und Repen (1527). Das Dorf gehörte zum Gut Repten und war als Gutsweiler in Sackgassen angelegt. Nördlich des Ortes lag ein slawischer Burgwall. Das Dorf war sorbisch geprägt. Im Jahr 1818 wurden ein Winzerhaus, eine Ziegelei, eine Schäferei und eine Wassermühle erwähnt. Nach dem Wiener Kongress kam Repten mit der gesamten Niederlausitz an das Königreich Preußen und gehörte zum Landkreis Calau.
Das überwiegend sorbisch/wendische Dorf wurde ab dem Ende des 18. Jahrhunderts rapide germanisiert. In einer Schulrevision von 1797 heißt es, dass „die Kinder, so vor einigen Jahren Wenden waren, jetzt alle zu Deutschen umgeschaffen sind […]. Das macht der vortreffliche Katechet, der nicht wendisch kann.“ Deutsche Lehrer wurden bevorzugt in sorbischen Orten eingesetzt. Um das Jahr 1850 sprach nur noch ein Viertel der Bevölkerung sorbisch. Am 1. Januar 1925 wurde Lobendorf nach Repten eingemeindet.
Nach dem Zweiten Weltkrieg gehörte Repten zum 1952 neugegründeten Kreis Calau. Am 31. Dezember 2001 wurde es mit den Orten Naundorf, Göritz und Stradow in Vetschau eingegliedert.

### Einwohnerentwicklung
| 1875 | 179 | 1933 | 232 | 1964 | 172 | 1989 | 95 | 1993 | 88 | 1997 | 110 |
| 1890 | 184 | 1939 | 259 | 1971 | 164 | 1990 | 95 | 1994 | 86 | 1998 | 115 |
| 1910 | 134 | 1946 | 371 | 1981 | 108 | 1991 | 91 | 1995 | 80 | 1999 | 108 |
| 1925 | 300 | 1950 | 337 | 1985 | 103 | 1992 | 86 | 1996 | 86 | 2000 | 115 |

## Kultur und Sehenswürdigkeiten
Das Gutshaus gehört zu den Baudenkmalen der Stadt Vetschau. Die Gutsanlage besteht aus dem Herrenhaus, dem Angestelltenwohnhaus und dem Wirtschaftshof mit Stallungen und Brennerei und dem Gutspark. Die Dampfmaschine der ehemaligen Brennereianlage befindet sich im Kreismuseum in Finsterwalde.
Beim Gutshaus steht eine etwa 400–600 Jahre alte Stieleiche (Naturdenkmal), die einen Stammumfang von 8,35 Metern hat.

## Wirtschaft und Infrastruktur
Nördlich von Repten verläuft die Bundesautobahn 15.